# Rob Houdijk
Rob Houdijk (Tilburg, 1950) is een Nederlands schilder en beeldhouwer.

## Leven en werk
Houdijk studeerde vrije schilderkunst aan de Rijksakademie van beeldende kunsten in Amsterdam (1975-1977). In 1978 werd hij leraar klassieke talen aan het Murmellius Gymnasium in Alkmaar. In de loop der jaren ging hij zich steeds meer concentreren op zijn schilderschap. Hij hield zich aanvankelijk bezig met fijnschilderen, vooral van kinderportretten, later begon hij ook met boetseren. Zijn bronzen plastieken hebben, net als zijn impressionistische schilderijen, een schetsmatig karakter. Houdijk heeft een schildersatelier in Alkmaar en in St. Pancras een boetseeratelier met galerie.

## Enkele werken
- voor 2000 Geschilderd portret van bevelhebber der Luchtstrijdkrachten Heinz Manderfeld, Ministerie van Defensie, Den Haag
- 2003 De sporters, Theresiaplein/Doorbraak, Warmenhuizen
- 2005 Pioniers op weg, Slootdorp
- 2005 Meisje met katten, Miede, Schagen
- 2005 Jongen met hond, De Slenk / De Vaart / De Wetering, Schagen
- 2006 Mensen van de wereld, Stationsstraat, Warmenhuizen
- 2006 Kippen voeren, Hollands Hoen, Schagerbrug
- 2008 Bij een tramhalte, Trambaan / Boomgaardsweg, Nieuwe Niedorp
- 2016 Siemen en Agieplein 2016, Warmenhuizen

## Fotogalerij

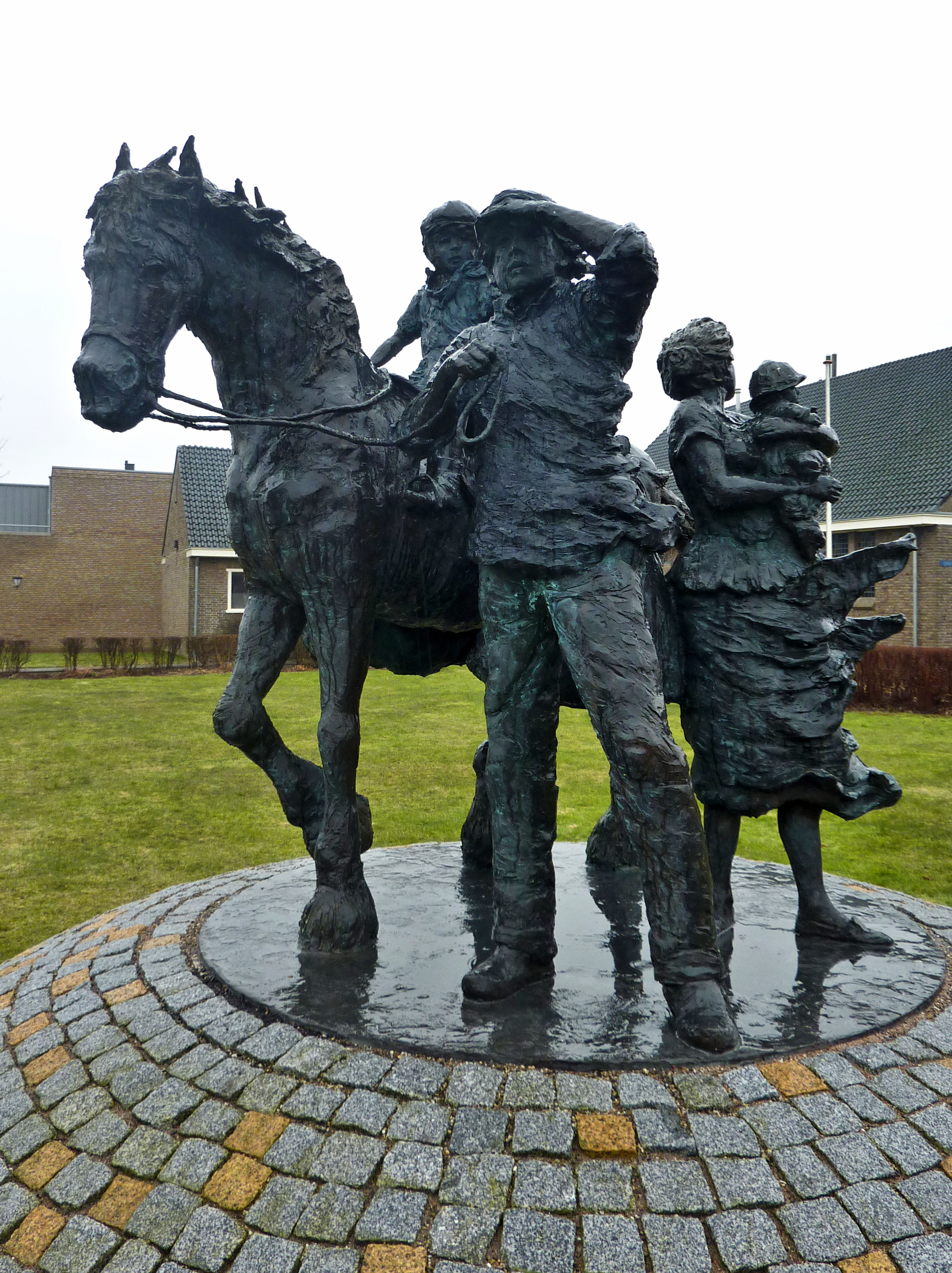
Pioniers op weg
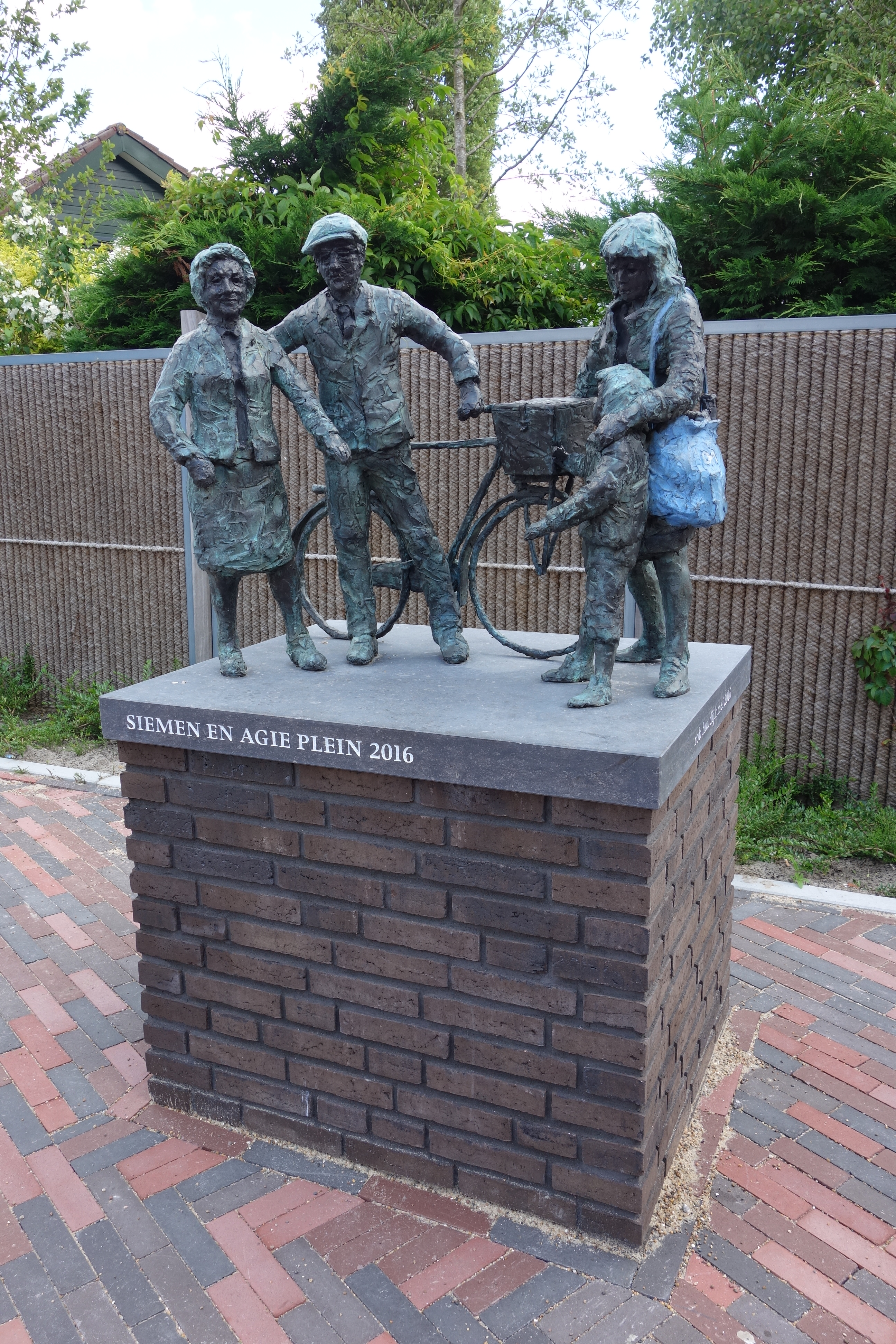
Siemen en Agieplein

## Publicatie
- Rob Houdijk en Epko Luinstra (2002) Tekeningen van onze kinderen. ISBN 90-6216-338-6